# James Richardson (dartsjátékos)
James Richardson (London, 1974. január 7. –) angol dartsjátékos. 2002-től 2019-ig a Professional Darts Corporation, majd 2020-tól a World Darts Federation tagja. Beceneve "Ruthless".

## Pályafutása

### PDC
Richardson először 2011-ben szerezte meg a PDC versenyein való induláshoz szükséges Tour Card-ot, amelynek köszönhetően részt vehetett a Pro Tour sorozat versenyein. Ebben az évben a legjobb eredménye egy döntőbe jutás volt a sorozatban, amelyet Colin Osborne ellen 6–2-re elvesztett.
Első világbajnoksága a 2012-es PDC-vb volt, amelyen az első körben meglepetésre legyőzte az ötszörös holland világbajnok Raymond van Barneveldet 3–0-ra. A második körben már nem jött össze számára a siker, a belga Kim Huybrechtstől 4–1-es vereséget szenvedett.
Richarsonnak sikerült kijutnia a következő világbajnokságra is, a 2012-es Pro Tour ranglista 43. helyéről, de ezúttal az első körben kiesett a tavalyi döntőt elvesztő Andy Hamilton ellen.
2014-ben visszaesett a világranglistán, amely miatt elveszítette a Tour Card-ját és csak 2016-ban sikerült újra megszereznie.
Következő világbajnoksága a 2018-as volt, amelyen a harmadik körig jutott, ahol végül a walesi Jamie Lewis győzte le 4–1-re.

## Tornagyőzelmei
| PDC Challenge Tour - Challenge Tour: 2021 | - International Open Vizcaya: 2016 - Remote Darts League 1: 2020 - MODUS Online Darts League 3: 2021 - Phase three MODUS Online Darts League 4: 2021 - Denmark Masters: 2022 - British Classic: 2022 - Winmau Open Series 2: 2023 |

## Világbajnoki szereplései

### PDC
- 2012: Második kör (vereség  Kim Huybrechts ellen 1–4)
- 2013: Első kör (vereség  Andy Hamilton ellen 1–3)
- 2018: Harmadik kör (vereség  Jamie Lewis ellen 1–4)
- 2020: Második kör (vereség  John Henderson ellen 0–3)

### WDF
- 2022: Második kör (vereség  Scott Marsh ellen 2–3)
- 2023: Harmadik kör (vereség  Wesley Plaisier ellen 0–3)